# Командный состав Волжской военной флотилии (Великая Отечественная война)

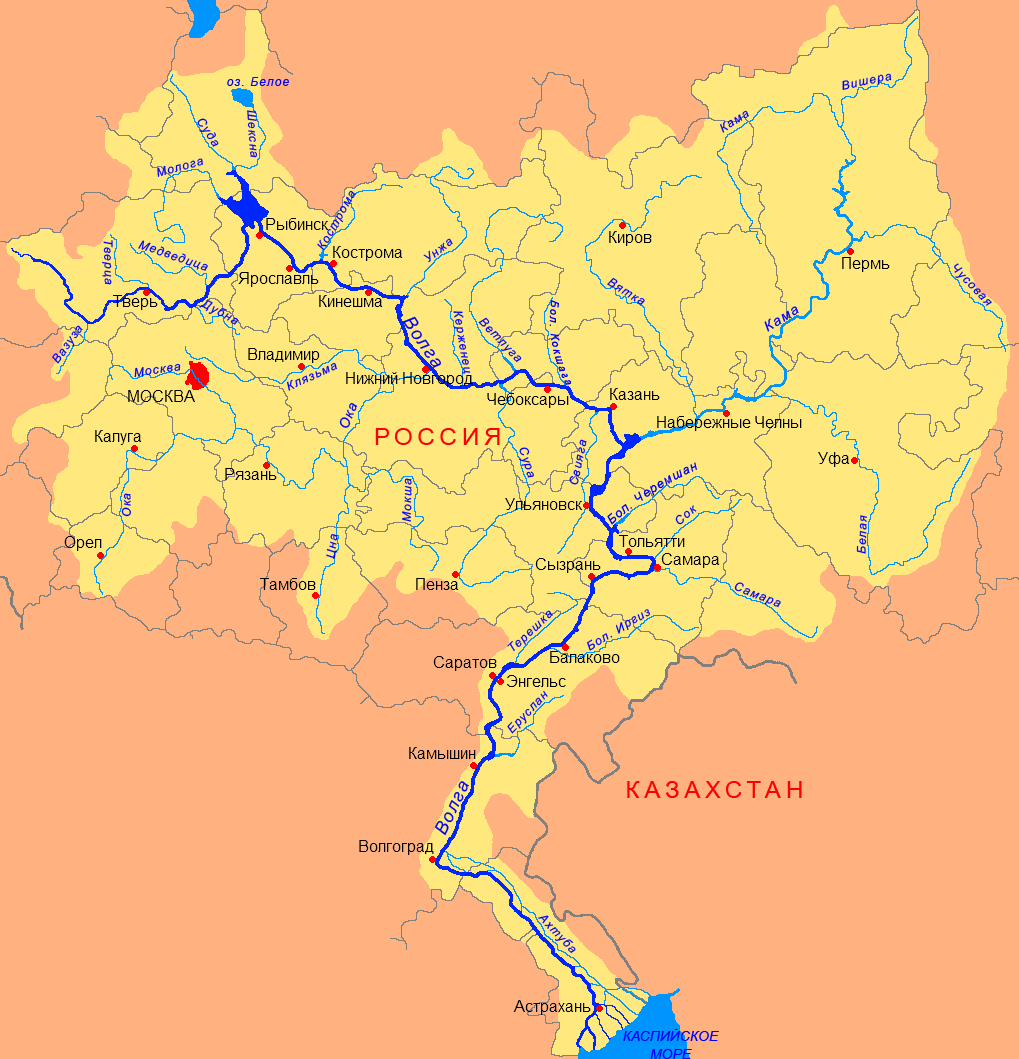
Бассейн реки Волга.

Волжская военная флотилия (ВВФл) — речное формирование (объединение, флотилия) в Рабоче-Крестьянском Красном Флоте, в период Великой Отечественной войны, действовавшее в бассейне реки Волги. Флотилия существовала в период с 23 октября 1941 по 30 июня 1944 года. За это время задачи флотилии неоднократно менялись, что сказалось на её структуре и составе. Одной из основных задач в периоды навигации 1942, 1943 и 1944 годов была борьба с минной опасностью и обеспечение безопасного судоходства на Волге от Астрахани до Куйбышева. При этом самым известным эпизодом стало непосредственное участие в обороне Сталинграда, в частности обеспечение переправ через Волгу и артиллерийская поддержка обороняющихся частей. По итогам Сталинградской битвы канонерские лодки «Усыскин» и «Чапаев» были награждены орденами Красного Знамени, а 1-й и 2-й дивизионы бронекатеров получили звание гвардейских.

## История
Волжская военная флотилия была создана 23 октября 1941 года в соответствии с приказом Народного комиссара Военно-Морского Флота. Флотилия создавалась на базе Учебного отряда кораблей реки Волга, который, в свою очередь, был создан 16 июля 1941 года. На момент начало Великой Отечественной войны в Советском Союзе существовало несколько речных военных флотилий (Пинская, Днепровская, Амурская), которые имели планы развёртывания, мобилизации и других мероприятий, необходимых для участия в военных действиях. Предвоенные планы не предусматривали создания военной флотилии в бассейне реки Волги. Это было связано расположением бассейна в глубоком тылу. Однако катастрофический ход войны в кампанию 1941 года потребовал изменения предвоенных планов советского командования. 6 ноября 1941 года была определена структура флотилии, её организация, состав и места базирования. К 1 апреля 1942 года флотилия должна была состоять из шести бригад речных кораблей (БРК), включавших 54 канонерских лодок, 30 бронекатеров, 90 катеров-тральщиков и сторожевых катеров, 60 катеров-морских охотников, 6 авиаотрядов (всего 36 самолётов), 6 дивизионов торпедных катеров и 6 отдельных батальонов морской пехоты. Такая структура отражала обстановку на советско-германском фронте на момент принятия. Предполагалось использование сил флотилии на нескольких операционных направлениях на пространстве от Астрахани до Калинина. Успехи Красной армии под Москвой и результаты зимней кампании ослабили внимание советского руководства к формированию флотилии. На 1 апреля 1942 года состояла из 20 канонерских лодок, 20 бронекатеров, 10 катеров-тральщиков, двух плавучих батарей. Такой некомплект был связан с постановлением Государственного Комитета Обороны от 21 января 1942 года, приостанавливавшего мобилизацию гражданских судов. Корабли, которыми располагала флотилия, входили в состав 1-й, 2-й и 3-й бригад речных кораблей (БРК).
Весной 1942 года из состава Волжской военной флотилии в состав Онежской военной флотилии было передано значительное количество кораблей: 13 канонерских лодок и 8 бронекатеров. В связи с этим 3-я бригада речных кораблей была расформирована. Одновременно началось создание Отдельной бригады траления (ОБТ).
На начало лета 1942 года Волжская флотилия состояла из 1-й БРК (дивизион канонерских лодок, дивизион бронекатеров, отряд сторожевых катеров, отряд полуглиссеров и батальон морской пехоты), 2-й БРК (дивизион канонерских лодок, дивизион плавучих 152-мм батарей, отряд бронекатеров, отряд полуглиссеров и батальон морской пехоты) и Отдельной бригады траления. Хуже всего дело обстояло с ОБТ, которая была не полностью укомплектована катерами-тральщиками. Некомплект сил объяснялся задержкой передачи и переоборудования гражданских судов в состав флотилии.
Личный состав флотилии формировался из трёх контингентов. Командный состав флотилии состоял из опытных моряков, имевших опыт боёв 1941 года в составе Пинской и Днепровской речных флотилий. Среди офицеров встречались участники боевых действий на Дальнем Востоке. Экипажи судов в большом числе состояли из опытных речников-волгарей, мобилизованных на флот вместе со своими судами. Кроме этого, к службе во флотилии привлекались военнослужащие без флотского опыта, но имевшие военные специальности (зенитчики, пулемётчики и тд). Несмотря на трудности, к началу летней кампании 1942 года Волжская военная флотилия была готова принять активное участие в боевых действиях и обеспечении судоходства на Волге. 14 июля 1942 года директивой Народного комиссара ВМФ началось боевое развёртывание сил флотилии. В соответствии с директивой 1-я и 2-я БРК должны были действовать на участке Волги Сталинград — Саратов. Отдельная бригада траления должна была ускорить завершение формирования и обеспечить противоминную оборону судоходства на участке Астрахань — Саратов. К 22 июля диспозиция сил флотилии выглядела следующим образом: 1-я бригада речных кораблей действовала в районе Саратова, 2-я БРК сосредотачивалась в районе Красноармейска, Отдельная бригада траления разворачивалась в Сталинграде. Штаб и командный пункт флотилии были размещены Сталинграде, а тыловые базы располагались в Камышине и Владимировке.
24 июля флотилия была оперативно подчинена Сталинградскому фронту, а 5 августа Военным советом Сталинградского фронта был утверждён план оперативного развёртывания сил флотилии, который был откорректирован в связи с прорывом частей XIV танкового корпуса вермахта, к Волге севернее Сталинграда. К моменту непосредственного соприкосновения с противником дислокация сил флотилии выглядела следующим образом:
- 1-я бригада речных кораблей (канонерские лодки «Громов» и «Руднев», плавучие батареи № 97 и 98 и шесть бронекатеров) располагались на участке Красноармейск — Светлый Яр, оперативно подчинялась 57-й армии.
- 2-я бригада речных кораблей (канонерские лодки «Киров», «Федосеенко», «Щорс», четыре бронекатера) располагались южнее Красноармейска, подчинялась 64-й армии.
- Северная группа кораблей (канонерские лодки «Чапаев» и «Усыскин», семь бронекатеров) находилась на реке Ахтуба в районе сёл Безродное и Киляковка, оперативно подчинялась 62-й армии.
- Отдельная бригада траления с приданными бронекатерами и катерами-тральщиками оперативно подчинялась начальнику инженерных войск фронта и обеспечивала переправы и перевозки войск.

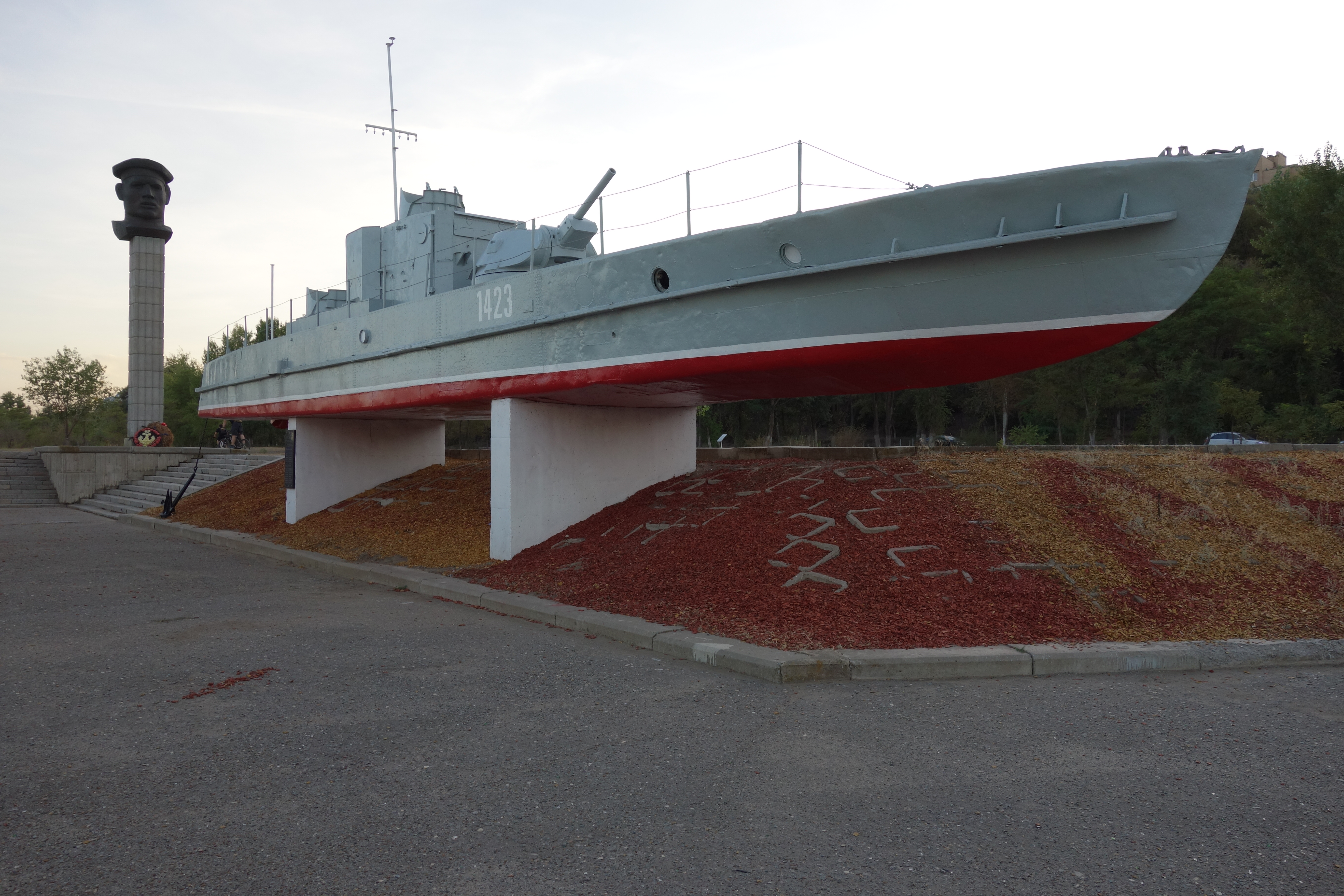
Бронекатер БК-13 ветеран Волжской военной флотилии

Одновременно в Саратове срочно формировалась 3-я бригада речных кораблей (12 канонерских лодок, 9 бронекатеров, 4 сторожевых катера и 5 плавучих зенитных батарей). Из-за недостатка тральщиков (требовалось около 200 единиц) все тральные силы 1-й и 2-й бригад кораблей были переданы в ОБТ, которая распределила свои силы (6 дивизионов, всего 35 тральщиков) по шести боевым участкам: Саратов — Каменный Ир (1-й дивизион ОБТ); Красный Яр — Балыклей (2-й дивизион ОБТ); Балыклей-Райгород (3-й дивизион ОБТ); Райгород — Чёрный Яр (4-й дивизион ОБТ), Чёрный Яр — Копановка (5-й дивизион ОБТ); Копановка — Замьяны (2-й дивизион 2 БРК). Участок от Астрахани до Замьян взяла на себя Астраханская военно-морская база, временно подчинённая командованию Волжской военной флотилии. Также под управление Отдельной бригады траления передавались бронекатера 1-й, 2-й и 3-й БРК.
31 октября все канонерские лодки (кроме «Чапаева» и «Усыскина») и плавбатареи № 97 и 98 были выведены в район Астрахани и Гурьева на зимовку. Оставшиеся корабли были сведены в Сталинградскую группу кораблей (канлодки «Усыскин» и «Чапаев», 1-й и 2-й дивизионы бронекатеров и тральщиков).
В зиму 1942-43 годов корабли флотилии базировались в портах Волго-Каспийского бассейна: ОБТ находилась в Астрахани, 2-я БРК и часть 1-й БРК в Гурьеве, 3-я БРК заканчивала формирование в Саратове, часть кораблей флотилии находилась в Горьком.
К началу кампании 1943 года флотилия включала: 1-ю бригаду речных кораблей (1-й гвардейский дивизион бронекатеров из трёх отрядов, 1-й дивизион сторожевых катеров, отряд полуглиссеров); 2-ю бригаду речных кораблей (2-й гвардейский дивизион бронекатеров из трёх отрядов, дивизион сторожевых катеров, отряд полуглиссеров); 3-ю бригаду речных кораблей (пять дивизионов канонерских лодок); Отдельную бригаду траления (восемь дивизионов тральщиков); отряд аварийно-спасательной службы флотилии (шесть водолазных ботов, спасательное судно, два буксира); штабной корабль «Железнодорожник», шесть полуглиссеров штаба флотилии. Все плавбатареи были расформированы.
С началом навигации 1943 года проявились недостатки планирования структуры флотилии: большое количество артиллерийских судов (канонерские лодки) (при отсутствии соприкосновения с противником) и недостаток тральщиков (при усилении минных постановок авиацией противника). В мае по предложению командования флотилию переформировали и её структура значительно изменилась: были созданы 1-я и 2-я бригады траления, 3-я БРК включала только канонерки, 1-я и 2-я БРК были переформированы в 4-ю БРК (1-й и 2-й гвардейские дивизионы бронекатеров, дивизион сторожевых катеров). Кроме этого, были расформированы военно-морские базы.
В навигацию 1943 года основной деятельностью флотилии была борьба с минами, устанавливаемыми на волжских фарватерах немецкой авиацией. В соответствии с этим увеличивалось количество траловых судов: на траление в начале апреля вышло 27 тральщиков, к концу апреля их было уже 57, на 1 июля насчитывалось 165 тральщиков и 209 различных тралов, на 1 сентября тральщиков было 213, а тралов 317.
Со второй половины 1943 года Волжская флотилия стала своеобразным донором для вновь формируемых флотилий на Азовском море, Днепре и Чудском озере. Осенью 240 бронекатеров, тральщиков, миномётных, сторожевых и других катеров было переправлено железнодорожным транспортом к новым местам службы. 75 судов было возвращено в гражданский флот прежним операторам. К 18 октября в составе флотилии числилось 6 канонерских лодок, 80 тральщиков, 13 сторожевых катеров, 5 миномётных катеров, 35 полуглиссеров, 2 плавучие батареи, 5 штабных кораблей, 30 буксировщиков тралбарж. 3-я и 4-я БРК были расформированы. 1-я и 2-я бригады траления были сильно сокращены. Из оставшихся кораблей были созданы отдельный дивизион канонерских лодок и отдельный отряд полуглиссеров.
1 ноября 1943 года начался процесс сокращения сил флотилии. В апреле — июне 1944 года последние 8 дивизионов тральщиков осуществляли контрольное траление от Астрахани до Саратова. 30 июня 1944 года приказом Народного комиссара Военно-Морского Флота Волжская военная флотилия была расформирована.

## Список

### Основной источник
Основным источником при составлении списков служила одна из работ по участию Волжской военной флотилии в Великой Отечественной войне:
- Локтионов И. И. Краткие сведения о командном, начальствующем и политическом составе Волжской флотилии // Волжская флотилия в Великой Отечественной войне. — М.: Воениздат, 1974. — С. 175—182. — 182 с. — 30 000 экз.

В случае использования других разделов данного источника или других источников они указываются в примечаниях.

### Управление
| Период                                             | Звание                                        | ФИО                |
| -------------------------------------------------- | --------------------------------------------- | ------------------ |
| Управление Волжской военной флотилии               |                                               |                    |
| Командующие                                        |                                               |                    |
| 28 октября — 6 ноября 1941 года                    | капитан 1-го ранга                            | Сапожников С. Г.   |
| 6 ноября 1941 — 16 февраля 1942 года               | контр-адмирал                                 | Воробьёв С. М.     |
| 16 февраля 1942 — 14 мая 1943 года                 | контр-адмирал                                 | Рогачёв Д. Д.      |
| 14 мая — 16 декабря 1943 года                      | контр-адмирал                                 | Пантелеев Ю. А.    |
| 24 декабря 1943 — 30 июня 1944 года                | капитан 1-го ранга                            | Смирнов П. А.      |
| Члены военного совета флотилии                     |                                               |                    |
| 12 июня — 18 августа 1942 года                     | дивизионный комиссар                          | Бельский П. И.     |
| 18 августа — 15 октября 1942 года                  | дивизионный комиссар                          | Бондаренко П. Т.   |
| Начальники политотдела                             |                                               |                    |
| октябрь — январь 1942 года                         | бригадный комиссар                            | Яковенко М. Г.     |
| январь — июнь 1942 года                            | дивизионный комиссар                          | Расскин А. Л.      |
| июнь — август 1942 года                            | дивизионный комиссар                          | Бельский П. И.     |
| август — октябрь 1942 года                         | бригадный комиссар                            | Калужский А. Г.    |
| 15 октября 1942 — 25 июля 1943 года                | контр-адмирал                                 | Бондаренко П. Т.   |
| 25 июля — 18 августа 1943 года                     | капитан 2-го ранга                            | Бережной С. Д.     |
| 18 августа 1943 — 3 февраля 1944 года              | капитан 1-го ранга                            | Зарембо Н. П.      |
| З февраля — 30 июня 1944 года                      | подполковник                                  | Вольфсон Б. Е.     |
| Начальники штаба                                   |                                               |                    |
| октябрь — 10 ноября 1941 года                      | капитан 2-го ранга                            | Колчин Е. С.       |
| 10 ноября — 7 декабря 1941 года                    | капитан 1-го ранга                            | Сапожников С. Г.   |
| 7 декабря 1941 — февраль 1942 года                 | контр-адмирал                                 | Трайнин П. А.      |
| февраль — март 1942 года                           | капитан 2-го ранга                            | Асямолов А. А.     |
| 31 марта 1942 — 17 февраля 1943 года               | капитан 1-го ранга, контр-адмирал             | Фёдоров М. И.      |
| февраль 1942 года                                  | капитан 2-го ранга                            | Колчин Е. С.       |
| 26 февраля — 15 мая 1943 года                      | контр-адмирал                                 | Новиков Т. А.      |
| 15 мая — 30 сентября 1943 года                     | капитан 1-го ранга                            | Григорьев В. В.    |
| 30 сентября 1943 — 30 июня 1944 года               | капитан 2-го ранга                            | Сергеев Н. Д.      |
| Военный комиссар штаба                             |                                               |                    |
| февраль — октябрь 1942 года                        | полковой комиссар                             | Шохин А. А.        |
| Заместитель начальника штаба по политической части |                                               |                    |
| октябрь 1942 — февраль 1943 года                   | подполковник                                  | Шохин А. А.        |
| Начальник тыла                                     |                                               |                    |
| июнь 1942 — май 1944 года                          | бригинтендант, полковник интендантской службы | Кривоногов В. И.   |
| Сталинградская военно-морская база                 |                                               |                    |
| Командир                                           |                                               |                    |
| февраль 1942 — январь 1943 года                    | контр-адмирал                                 | Васюнин П. Н.      |
| Военный комиссар                                   |                                               |                    |
| август — октябрь 1942 года                         | батальонный комиссар                          | Скворцов В. А.     |
| Заместитель командира по политчасти                |                                               |                    |
| октябрь 1942 — январь 1943 года                    | батальонный комиссар                          | Скворцов В. А.     |
| Саратовская военно-морская база                    |                                               |                    |
| Командир военно-морской базы                       |                                               |                    |
| октябрь 1942 — январь 1943 года                    | капитан 2-го ранга                            | Степанов С. С.     |
| Астраханская военно-морская база                   |                                               |                    |
| Командиры базы                                     |                                               |                    |
| ? — 18 сентября 1942 года                          | капитан 1-го ранга                            | Заостровцев А. С.  |
| 18 сентября 1942 года — ?                          | капитан 1-го ранга                            | Жмакин Д. Г.       |
| Начальник политотдела базы                         |                                               |                    |
|                                                    | бригадный комиссар                            | Николаев Н. А.     |
| Начальник штаба базы                               |                                               |                    |
|                                                    | капитан 2-го ранга                            | Богословский А. Г. |

### Бригады

#### 1-я бригада речных кораблей
| Период                                      | Звание                                           | ФИО              |
| ------------------------------------------- | ------------------------------------------------ | ---------------- |
| Управление                                  |                                                  |                  |
| Командиры                                   |                                                  |                  |
| февраль — декабрь 1942 года                 | контр-адмирал                                    | Воробьёв С. М.   |
| 28 февраля — 18 мая 1943 года               | капитан 2-го ранга                               | Кринов В. А.     |
| Военный комиссар бригады                    |                                                  |                  |
| июнь — октябрь 1942 года                    | старший батальонный комиссар                     | Бережной С. Д.   |
| Начальники политотдела бригады              |                                                  |                  |
| декабрь 1941 — октябрь 1942 года            | батальонный комиссар                             | Артемьев В. М.   |
| 15 октября — 18 мая 1943 года               | старший батальонный комиссар, капитан 2-го ранга | Бережной С. Д.   |
| Начальники штаба бригады                    |                                                  |                  |
| 28 января — 12 февраля 1942 года            | капитан 1-го ранга                               | Сапожников С. Г. |
| март — май 1942 года                        | капитан-лейтенант                                | Комаров А. А.    |
| май 1942 — март 1943 года                   | капитан 3-го ранга                               | Цибульский А. И. |
| 4 марта — 18 мая 1943 года                  | капитан 3-го ранга                               | Комаров А. А.    |
| 1-й дивизион канонерских лодок 1-й БРК      |                                                  |                  |
| Командиры дивизиона                         |                                                  |                  |
| май 1942 — февраль 1943 года                | капитан-лейтенант, капитан 3-го ранга            | Комаров А. А.    |
| февраль — март 1943 года                    | капитан 3-го ранга                               | Ненашев И. С.    |
| Военный комиссар дивизиона                  |                                                  |                  |
| февраль — апрель 1942 года                  | батальонный комиссар                             | Макаров Ф. Д.    |
| Заместитель командира по политической части |                                                  |                  |
| декабрь 1942 — январь 1943 года             | капитан 2-го ранга                               | Ерохин В. И.     |

#### 2-я бригада речных кораблей
| Период                                              | Звание                                 | ФИО              |
| --------------------------------------------------- | -------------------------------------- | ---------------- |
| Управление бригады                                  |                                        |                  |
| Командиры                                           |                                        |                  |
| 12 августа 1942 — 23 февраля 1943 года              | контр-адмирал                          | Новиков Т. А.    |
| 18 марта — 16 мая 1943 года                         | капитан 2-го ранга                     | Гудков В. Ф.     |
| Военные комиссары бригады                           |                                        |                  |
| 21 декабря 1941 — 3 марта 1942 года                 | батальонный комиссар                   | Вырелкин П. И.   |
| 3 марта — 15 октября 1942 года                      | полковой комиссар                      | Величко И. И.    |
| Начальники политотдела бригады                      |                                        |                  |
| декабрь 1941 — июль 1942 года                       | батальонный комиссар                   | Вырелкин П. И.   |
| июль — октябрь 1942 года                            | полковой комиссар                      | Спицкий Г. И.    |
| 15 октября 1942 — 16 мая 1943 года                  | полковой комиссар, капитан 2-го ранга  | Величко И. И.    |
| Начальники штаба бригады                            |                                        |                  |
| март — август 1942 года                             | капитан 2-го ранга                     | Чубрик К. Ф.     |
| август 1942 — февраль 1943 года                     | капитан 3-го ранга, капитан 2-го ранга | Кринов В. А.     |
| 28 февраля — 21 марта 1943 года                     | капитан 3-го ранга                     | Комаров А. А.    |
| 21 марта — 12 апреля 1943 года                      | капитан-лейтенант                      | Потапов Л. П.    |
| 12 апреля — 16 мая 1943 года                        | капитан 3-го ранга, капитан 2-го ранга | Цибульский А. И. |
| 1-й дивизион сторожевых катеров 2-й БРК             |                                        |                  |
| Командиры дивизиона                                 |                                        |                  |
| апрель — май 1943 года                              | капитан 3-го ранга                     | Тулль А. П.      |
| 12 мая — 29 сентября 1943 года                      | капитан 3-го ранга                     | Воспанков С. А.  |
| Заместители командира по политчасти                 |                                        |                  |
| апрель — июль 1943 года                             | капитан 3-го ранга                     | Семёнов А. С.    |
| 25 июля — 29 сентября 1943 года                     | старший лейтенант                      | Таланин К. В.    |
| Дивизион плавучих артиллерийских батарей 2-й БРК    |                                        |                  |
| Командир дивизиона                                  |                                        |                  |
| январь — февраль 1943 года                          | старший лейтенант                      | Небольсин Я. В.  |
| Начальник штаба дивизиона                           |                                        |                  |
| январь — февраль 1943 года                          | капитан-лейтенант                      | Тележкин И. Г.   |
| 2-й дивизион канонерских лодок 2-й БРК              |                                        |                  |
| Командир дивизиона                                  |                                        |                  |
| 27 апреля — 27 июля 1942 года                       | капитан 3-го ранга                     | Пестов А. С.     |
| июль 1942 — март 1943 года                          | капитан-лейтенант, капитан 3-го ранга  | Павлов А. З.     |
| Военные комиссары дивизиона                         |                                        |                  |
| июль — август 1942 года                             | политрук                               | Малеев А. Н.     |
| август — октябрь 1942 года                          | старший политрук                       | Тараканов А. С.  |
| Военные комиссары дивизиона                         |                                        |                  |
| октябрь 1942 — январь 1943 года                     | старший политрук, капитан-лейтенант    | Тараканов А. С.  |
| 2-й дивизион катеров-тральщиков 2-й БРК             |                                        |                  |
| Командиры дивизиона                                 |                                        |                  |
| июль — август 1942 года                             | капитан-лейтенант                      | Комаров А. А.    |
| август 1942 — январь 1943 года                      | капитан 3-го ранга                     | Колесников А. Н. |
| 6-й (отдельный) дивизион катеров-тральщиков 2-й БРК |                                        |                  |
| Командиры дивизиона                                 |                                        |                  |
| май — июль 1943 года                                | капитан 3-го ранга                     | Аржавкин А. Ф.   |
| февраль — июнь 1944 года                            | старший лейтенант                      | Попов Н. М.      |
| Начальник штаба дивизиона                           |                                        |                  |
| 18 мая — 26 октября 1943 года                       | капитан-лейтенант                      | Отелепко И. Ф.   |

#### 3-я бригада речных кораблей
| Период                                      | Звание                                   | ФИО               |
| ------------------------------------------- | ---------------------------------------- | ----------------- |
| Управление бригады                          |                                          |                   |
| Командиры                                   |                                          |                   |
| октябрь 1942 — март 1943 года               | контр-адмирал                            | Трайнин П. А.     |
| 15 марта — 21 мая 1943 года                 | капитан 2-го ранга                       | Кириллов Н. К.    |
| 21 мая — 24 сентября 1943 года              | капитан 2-го ранга                       | Сергеев Н. Д.     |
| 5 октября — 16 ноября 1943 года             | капитан 2-го ранга                       | Цибульский А. И.  |
| Начальники политотдела бригады              |                                          |                   |
| 8 июня — 15 октября 1942 года               | батальонный комиссар                     | Владимиров И. Н.  |
| 15 октября 1942 — 14 июня 1943 года         | батальонный комиссар, капитан 3-го ранга | Воронцов А. Н.    |
| 21 июня — 1 ноября 1943 года                | капитан 2-го ранга                       | Спицкий Г. И.     |
| Начальники штаба бригады                    |                                          |                   |
| 6 декабря 1941 — 28 января 1942 года        | капитан 1-го ранга                       | Сапожников С. Г.  |
| март — июль 1942 года                       | капитан 3-го ранга                       | Кринов В. А.      |
| июль 1942 — март 1943 года                  | капитан 2-го ранга                       | Кириллов Н. К.    |
| 15 марта — 1 апреля 1943 года               | инженер-капитан 2-го ранга               | Гартманов Н. И.   |
| 1 апреля — 23 мая 1943 года                 | капитан 3-го ранга                       | Лыхенко П. Д.     |
| 23 мая — 13 июня 1943 года                  | капитан-лейтенант                        | Протопопов В. А.  |
| 13 июня — 6 ноября 1943 года                | капитан 3-го ранга                       | Митин В. М.       |
| 1-й дивизион канонерских лодок              |                                          |                   |
| Командиры дивизиона                         |                                          |                   |
| февраль — июль 1943 года                    | капитан 3-го ранга                       | Ненашев И. С.     |
| 8 июля — 1 ноября 1943 года                 | капитан-лейтенант, капитан 3-го ранга    | Зинин П. С.       |
| Заместители командиры по политической части |                                          |                   |
| февраль — июль 1943 года                    | майор                                    | Будаговский З. Ф. |
| июль — октябрь 1943 года                    | капитан 3-го ранга                       | Литвинов А. Т.    |
| 2-й дивизион канонерских лодок              |                                          |                   |
| Командир дивизиона                          |                                          |                   |
| июль 1942 — март 1943 года                  | капитан 3-го ранга                       | Павлов А. З.      |
| Заместитель командира по политической части |                                          |                   |
| июнь — август 1943 года                     | капитан 3-го ранга                       | Макаров Ф. Д.     |
| 3-й дивизион канонерских лодок              |                                          |                   |
| Командиры дивизиона                         |                                          |                   |
| сентябрь — декабрь 1942 года                | капитан-лейтенант                        | Зинин П. С.       |
| декабрь 1942 — март 1943 года               | капитан 2-го ранга                       | Мордарьев С. Е.   |
| Начальник штаба                             |                                          |                   |
| декабрь 1942 — март 1943 года               | капитан-лейтенант                        | Кришталь В. С.    |
| 4-й дивизион канонерских лодок              |                                          |                   |
| Командиры дивизиона                         |                                          |                   |
| декабрь 1942 — февраль 1943 года            | капитан 2-го ранга                       | Гудков В. Ф.      |
| 24 февраля — 30 марта 1943 года             | капитан-лейтенант                        | Стельмак К. И.    |
| 30 марта — 7 июля 1943 года                 | капитан-лейтенант                        | Зинин П. С.       |
| Заместители командира по политической части |                                          |                   |
| декабрь 1942 — февраль 1943 года            | старший лейтенант                        | Савостин М. И.    |
| февраль — март 1943 года                    | политрук, младший лейтенант              | Лагно Л. М.       |
| 5-й дивизион канонерских лодок              |                                          |                   |
| Командиры дивизиона                         |                                          |                   |
| декабрь 1942 — март 1943 года               | капитан-лейтенант                        | Зинин П. С.       |
| 30 марта — 31 июля 1943 года                | капитан 2-го ранга                       | Мордарьев С. Е.   |
| июль — октябрь 1943 года                    | капитан 2-го ранга                       | Журавлёв А. В.    |
| Заместители командира по политической части |                                          |                   |
| ноябрь — декабрь 1942 года                  | старший политрук                         | Татаринов Н. В.   |
| декабрь 1942 — январь 1943 года             | младший политрук                         | Соколов И. В.     |
| январь — март 1943 года                     | капитан 3-го ранга                       | Макаров Ф. Д      |
| 12 июня — 8 октября 1943 года               | капитан-лейтенант                        | Черняк В. С.      |
| Дивизион плавучих зенитных батарей          |                                          |                   |
| Командир дивизиона                          |                                          |                   |
| январь — март 1943 года                     | старший лейтенант                        | Позняк В. А.      |
| 1-й дивизион катеров-тральщиков             |                                          |                   |
| Командир дивизиона                          |                                          |                   |
| декабрь 1942 — февраль 1943 года            | капитан-лейтенант                        | Максименко К. В.  |
| Заместитель командира по политической части |                                          |                   |
| декабрь 1942 г. — февраль 1943 г            | старший политрук                         | Татаринов Н. В.   |
| 2-й дивизион катеров-тральщиков             |                                          |                   |
| Командиры дивизиона                         |                                          |                   |
| 3 ноября — 19 декабря 1942 года             | старший лейтенант                        | Могильный Н. Д.   |
| 19 декабря 1942 — 22 февраля 1943 года      | капитан-лейтенант                        | Гуменюк Д. Р.     |
| 22 февраля — 28 мая 1943 года               | капитан 3-го ранга                       | Ляльченко Е. В.   |
| май 1943 — февраль 1944 года                | старший лейтенант, капитан-лейтенант     | Румянцев А. В.    |
| Заместители командира по политической части |                                          |                   |
| март — ноябрь 1942 года                     | политрук                                 | Уразметов X. X.   |
| ноябрь 1942 — январь 1944 года              | батальонный комиссар, капитан            | Барыкин М. С.     |
| Начальники штаба                            |                                          |                   |
| 22 декабрь 1942 — 10 июня 1943 года         | капитан-лейтенант                        | Исаков П. И.      |
| 10 июня 1943 — 19 июня 1944 года            | старший лейтенант, капитан-лейтенант     | Бондаренко С. Г.  |
| 3-й дивизион катеров-тральщиков             |                                          |                   |
| Командир дивизиона                          |                                          |                   |
| 12 сентября 1942 — 12 февраля 1943 года     | старший лейтенант                        | Геращенко М. М.   |

#### 4-я бригада речных кораблей
| Период                          | Звание             | ФИО              |
| ------------------------------- | ------------------ | ---------------- |
| Управление                      |                    |                  |
| Командир                        |                    |                  |
| 16 мая — 30 сентября 1943 года  | капитан 2-го ранга | Цибульский А. И. |
| Начальники политотдела бригады  |                    |                  |
| 16 мая — 30 сентября 1943 года  | капитан 2-го ранга | Величко И. И.    |
| Начальники штаба бригады        |                    |                  |
| 16 мая — 14 июля 1943 года      | капитан 3-го ранга | Яблонский П. Л.  |
| 14 июля — 30 сентября 1943 года | капитан-лейтенант  | Небольсин Я. В.  |

#### Отдельная бригада траления
| Период                                      | Звание                                  | ФИО               |
| ------------------------------------------- | --------------------------------------- | ----------------- |
| Отдельная бригада траления                  |                                         |                   |
| Командиры                                   |                                         |                   |
| 15 июля — 1 августа 1942 года               | контр-адмирал                           | Хорошхин Б. В.    |
| 10 августа 1942 — 20 мая 1943 года          | капитан 1-го ранга                      | Смирнов П. А.     |
| Военный комиссар бригады                    |                                         |                   |
| 15 июля — 15 октября 1942 года              | полковой комиссар                       | Отмахов Ф. Я.     |
| Начальники политотдела бригады              |                                         |                   |
| 8 июня — 15 октября 1942 года               | батальонный комиссар                    | Ярошенко О. Л.    |
| октябрь 1942 — май 1943 года                | полковой комиссар, капитан 2-го ранга   | Отмахов Ф. Я.     |
| Начальники штаба бригады                    |                                         |                   |
| 15 июня — 25 августа 1942 года              | капитан 3-го ранга                      | Кринов В. А.      |
| август 1942 — май 1943 года                 | капитан 2-го ранга                      | Асямолов А. А.    |
| 1-й дивизион катеров-тральщиков ОБТ         |                                         |                   |
| Командир дивизиона                          |                                         |                   |
| июль 1942 — апрель 1943 года                | капитан 3-го ранга                      | Васильев Б. Г.    |
| Военный комиссары бригады                   |                                         |                   |
| 25 июля — 9 сентября 1942 года              | батальонный комиссар                    | Семёнов А. С.     |
| 9 сентября — 15 октября 1942 года           | младший политрук                        | Макушкин Л. Г.    |
| Заместители командира по политической части |                                         |                   |
| 15 октября — 25 ноября 1942 года            | младший политрук                        | Макушкин Л. Г.    |
| ноябрь 1942 — апрель 1943 года              | политрук, старший лейтенант             | Макаров А. Ф.     |
| Начальник штаба бригады                     |                                         |                   |
| июнь 1942 — апрель 1943 года                | старший лейтенант                       | Алексеенко А. Ф.  |
| 2-й дивизион катеров-тральщиков ОБТ         |                                         |                   |
| Командир дивизиона                          |                                         |                   |
| июль 1942 — май 1943 года                   | капитан-лейтенант                       | Аржавкин А. Ф.    |
| Военный комиссар дивизиона                  |                                         |                   |
| июль — октябрь 1942 года                    | батальонный комиссар                    | Литвинов А. Т.    |
| Заместитель командира по политической части |                                         |                   |
| октябрь 1942 — март 1943 года               | батальонный комиссар, капитан-лейтенант | Литвинов А. Т.    |
| Начальники штаба дивизиона                  |                                         |                   |
| июль 1942 — февраль 1943 года               | капитан 3-го ранга                      | Ляльченко Е. В.   |
| 6 февраля — 18 мая 1943 года                | старший лейтенант, капитан-лейтенант    | Отелепко И. Ф.    |
| 3-й дивизион катеров-тральщиков ОБТ         |                                         |                   |
| Командир дивизиона                          |                                         |                   |
| 10 июня — 19 октября 1942 года              | старший лейтенант                       | Ульянов А. П.     |
| октябрь 1942 — январь 1943 года             | старший лейтенант                       | Тесля К. К.       |
| январь — май 1943 года                      | старший лейтенант                       | Березин Р. М.     |
| Военный комиссар дивизиона                  |                                         |                   |
| 10 июня — 15 октября 1942 года              | старший политрук                        | Артамонов С. С.   |
| Заместитель командира по политической части |                                         |                   |
| октябрь 1942 — январь 1943 года             | старший политрук                        | Артамонов С. С.   |
| январь 1943 — май 1943 года                 | лейтенант                               | Шилов А. И.       |
| Начальники штаба дивизиона                  |                                         |                   |
| август 1942 — январь 1943 года              | капитан 3-го ранга                      | Броневицкий В. П. |
| январь — май 1943 года                      | лейтенант, старший лейтенант            | Букатар Ф. И.     |
| декабрь 1943 — февраль 1944 года            | капитан-лейтенант                       | Оробей Ф. С.      |
| 4-й дивизион катеров-тральщиков ОБТ         |                                         |                   |
| Командиры дивизиона                         |                                         |                   |
| август 1942 — март 1943 года                | старший лейтенант                       | Кальсберг П. П.   |
| март — май 1943 года                        | капитан-лейтенант                       | Тесля К. К.       |
| июнь 1943 — июнь 1944 года                  | капитан-лейтенант                       | Гайко-Белан В. Т. |
| 5-й дивизион катеров-тральщиков ОБТ         |                                         |                   |
| Командиры дивизиона                         |                                         |                   |
| август 1942 — июнь 1943 года                | капитан-лейтенант                       | Гайко-Белан В. Т. |
| июнь 1943 — апрель 1944 года                | старший лейтенант, капитан-лейтенант    | Березин Р. М.     |
| Заместитель командира по политической части |                                         |                   |
| май 1943 — февраль 1944 года                | лейтенант                               | Шилов А. И.       |
| Начальник штаба дивизиона                   |                                         |                   |
| май 1943 — февраль 1944 года                | старший лейтенант                       | Букатар Ф. И.     |

#### 1-я бригада траления
| Период                               | Звание             | ФИО                 |
| ------------------------------------ | ------------------ | ------------------- |
| Управление                           |                    |                     |
| Командиры                            |                    |                     |
| 20 мая — 11 декабря 1943 года        | капитан 1-го ранга | Смирнов П. А.       |
| 11 декабря 1943 — 3 января 1944 года | капитан 3-го ранга | Павлов А. 3.        |
| январь — март 1944 года              | капитан 1-го ранга | Добровольский В. Д. |
| Начальники политотдела бригады       |                    |                     |
| май — август 1943 года               | капитан 2-го ранга | Отмахов Ф. Я.       |
| август 1943 — март 1944 года         | капитан 3-го ранга | Фомин Г. И.         |
| Начальники штаба бригады             |                    |                     |
| май — ноябрь 1943 года               | капитан 2-го ранга | Асямолов А. А.      |
| ноябрь — декабрь 1943 года           | капитан 3-го ранга | Павлов А. 3.        |
| январь — февраль 1944 года           | капитан 3-го ранга | Зинин П. С.         |

#### 2-я бригада траления
| Период                         | Звание             | ФИО            |
| ------------------------------ | ------------------ | -------------- |
| Управление                     |                    |                |
| Командир                       |                    |                |
| май 1943 — январь 1944 года    | капитан 2-го ранга | Кринов В. А.   |
| Начальники политотдела бригады |                    |                |
| май — июль 1943 года           | капитан 2-го ранга | Бережной С. Д. |
| июль 1943 — январь 1944 года   | капитан 2-го ранга | Блинов И. В.   |
| Начальник штаба бригады        |                    |                |
| май 1943 — январь 1944 года    | капитан 3-го ранга | Комаров А. А.  |

#### Северная группа кораблей (Сталинградская группа кораблей)
| Период                              | Звание                       | ФИО              |
| ----------------------------------- | ---------------------------- | ---------------- |
| Управление                          |                              |                  |
| Командиры                           |                              |                  |
| 27 сентября — 31 октября 1942 года  | капитан-лейтенант            | Лысенко С. П.    |
| ноябрь 1942 — февраль 1943 года     | контр-адмирал                | Воробьёв С. М.   |
| Военные комиссары группы            |                              |                  |
| 28 сентября — 7 октября 1942 года   | старший политрук             | Журавков Н. Н.   |
| сентябрь — октябрь 1942 года        | старший политрук             | Лемешко А. Г.    |
| Начальник политотдела группы        |                              |                  |
| ноябрь 1942 — январь 1943 года      | старший батальонный комиссар | Бережной С. Д.   |
| Начальник штаба группы              |                              |                  |
| 1 ноября 1942 — 14 января 1943 года | капитан 3-го ранга           | Цибульский А. И. |

## Комментарии
1. ↑  С 8 августа 1942 года Астраханская ВМБ была оперативно подчинена Волжской военной флотилии в рамках обеспечения судоходства по Волге на участке от Замьяны до Астрахани
2. ↑  временно исполняющий обязанности командира